# Bwana Club
Bwana Club är en konstellation i Sverige av filosofer, konstnärer, forskare, filmare, DJ:s m.fl. som inriktar sig på granskning av hur koloniala strukturer reproduceras i samtida kulturproduktion.
Bwana Club har sin bakgrund i ett mobilt klubbprojekt med fokus på genreöverskridande musik från olika delar av världen som drevs av Dj Mleccha under slutet av 90-talet. Det utvidgade konstnärliga nätverket grundades formellt 2003 av Michael Azar, Edda Manga och Aleksander Motturi. Idag[när?] består verksamheten huvudsakligen av konstområdesöverskridande arrangemang och utbildningsprojekt som den subliminala nätencyklopedin ABC Rasism och undergrounduniversitetet Clandestino Institut som drivs av bland andra Johannes Anyuru och Mattias Gardell utöver ovan nämnda personer.
Ett av nätverkets mest uppmärksammade projekt är Clandestino Festival som arrangerats årligen på olika platser i Göteborg sedan 2003. Till gästande artister hör bland andra Buju Banton, Duoud, Clotaire K, Daito Manabe, DJ Mutamassik, DJ Rupture, Filastine, Fun^da^mental, Kamylia Jubran, Kode 9 & the Spaceape, Konono N°1, Lau Nau, Le Peuple de l'Herbe, Leila Arab, Liu Fang, Madina N'diaye, Midaircondo, Omar Souleyman, Orchestra Baobab, Rani Nair, State of Bengal, Talvin Singh, The Bug and Warrior Queen, Trinh T Minh-ha, Tujiko Noriko, Wildbirds & Peacedrums, m.fl.
Clandestino Festival reflekterar inte bara vår tids migrationsströmmar och den kulturella mångfald som kännetecknar ett globalt omspännande alternativt kulturliv utan strävar också efter att utmana de vanligaste sätten att representera kulturella skillnader och de konsekvenser som dessa representationer kan få i förhållande till migranter och flyktingar världen över. Projektet har sin bakgrund i en resa till Ghana, dit svenska migrationsmyndigheter utvisat asylsökande med vad man kallade "okänd identitet", som festivalens konstnärliga ledare Aleksander Motturi gjorde tillsammans med Michael Azar, Cecilia Parsberg och andra redaktionsmedlemmar i tidskriften Glänta.